# Banda proibida

O limite Shockley-Queisser para a eficiência máxima possível de uma célula solar. O eixo x é a banda proibida da célula solar, o eixo y é a maior eficiência possível (relação entre a produção de energia elétrica a entrada de energia de luz).

Nos materiais semicondutores à temperatura de zero Kelvin (zero absoluto), todos elétrons encontram-se na banda de valência. Neste estado o semicondutor tem características de um isolante elétrico. A medida que sua temperatura aumenta, os elétrons absorvem energia passando para a banda de condução. Esta "quantidade" de energia necessária para que o elétron efetue essa transição é chamada de gap de energia (em inglês band gap), ou banda proibida. À medida que a temperatura do semicondutor aumenta, o número de elétrons que passam para a banda de condução também aumenta, passando o semicondutor a conduzir mais eletricidade, caso seja exposto a uma diferença de potencial.
Para entendermos como se dá a condução elétrica em um semicondutor primeiramente precisamos entender como se comportam os átomos num sólido. Dois átomos separados possuem, cada um, seus estados de energia quantizados, conforme descreve a mecânica quântica. Ao aproximarmos esses dois átomos suas funções de onda começam a se sobrepor. As camadas mais internas desses átomos são pouco influenciadas pela proximidade entre eles devido ao fato dos elétrons estarem mais ``presos" ao núcleo atômico. Entretanto as camadas mais externas são bastantes influenciadas pela distância, fazendo com que as autofunções dos átomos se sobreponham, e, ao se sobrepor, os níveis de energia se modificam.
Um sólido é composto de vários átomos muito próximos um ao outro, de maneira que as autofunções de cada átomo influencia a do átomo vizinho. O efeito da aproximação faz com que os elétrons das camadas mais externas de um átomo compartilhem níveis de energia. Quando consideramos {\displaystyle N} átomos de uma mesma espécie, o efeito da proximidade faz com que seus níveis de energia se desdobrem {\displaystyle N} vezes. A distância entre os átomos vai ser responsável pela sobreposição dos níveis de energia, sendo assim, devido ao grande número de átomos próximos num sólido, os níveis de energia vão ser tão próximos um do outro que na verdade parecerão uma banda contínua de energia.
Os elétrons afetados são aqueles que estão na banda de valência, ou seja, aqueles menos ligados ao núcleo. A sobreposição das funções de onda dos elétrons faz com que os níveis de energia se alarguem, fazendo surgir bandas de energia e bandas proibidas, ou seja, intervalos de energia proibida entre uma banda e outra. No sólido trabalha-se com a configuração da célula unitária de uma rede cristalina, com a análise desta célula podemos entender o comportamento do sólido. Vamos a um exemplo de como se efetua essa ideia. O diamante é formado por átomos de carbono, cada um com quatro elétrons de valência ({\displaystyle 1s^{2}\,2s^{2}\,2p^{2}}), e cada célula unitária do diamante possui dois carbonos. A última camada do carbono corresponde a {\displaystyle n=2}, onde o orbital s desta camada pode suportar dois elétrons de spin oposto e o orbital {\displaystyle p} pode suportar até seis elétrons devido a sua tripla degenerância proveniente do número quântico espacial {\displaystyle m_{l}}, que pode assumir os valores {\displaystyle -1,~0~e~+1}. Sendo assim, a proximidade entre dois átomos de carbono vão fazer com que o orbital {\displaystyle s} dê origem a dois níveis de energia e o orbital {\displaystyle p} a seis níveis de energia, e estes níveis serão ocupados por oito elétrons de valência, quatro de cada átomo. Devido a proximidade, o orbital {\displaystyle s} do carbono dará origem a uma banda de energia, enquanto o orbital {\displaystyle p} dará origem a três bandas de energia, onde em cada banda pode conter dois elétrons. Sendo assim, a banda de valência da célula unitária do diamante estará completamente cheia.
Ao aplicarmos uma diferença de potencial no diamante, esta dará energia aos elétrons da banda de valência, mas como a camada está cheia, não há espaços para os elétrons "andarem", já que cada banda só pode ter dois elétrons devido ao princípio da exclusão, e como a proximidade entre os átomos fazem com que os níveis de energia se alarguem, as camadas mais energéticas acima estão separadas da banda de valência por uma região proibida, então se a energia não for suficiente para fazer o elétron pular para estes níveis, não ocorrerá a formação de corrente, então o diamante é considerado isolante. Para um sólido conduzir corrente, ele não pode ter sua camada de valência cheia, assim haverá espaços dentro da banda para ele se mover. Então para dizer se um sólido é condutor ou não, deve-se levar em conta a estrutura da rede e seus respectivos constituintes.
Um semicondutor se comporta como um isolante, a diferença é que a região da banda proibida, também conhecida como GAP, é muito pequena. A zero graus Kelvin, o semicondutor se comporta como um isolante perfeito, mas devido ao pequeno GAP, a agitação térmica devido ao aumento da temperatura é capaz de fazer com que os elétrons da banda de valência pulem para a banda superior, denominada banda de condução. Ao passar para a banda de condução esses elétrons deixam buracos na camada de valência, e esses buracos também são responsáveis pela condutividade elétrica do material.
| Material          | Forma da banda                 | Energia em eV | Energia em eV |
| ----------------- | ------------------------------ | ------------- | ------------- |
| Material          | Forma da banda                 | 0 K           | 300 K         |
| Elementos         |                                |               |               |
| C (como diamante) | indirecta                      | 5,4           | 5,46–5,6      |
| Si                | indireta                       | 1,17          | 1,12          |
| Ge                | indireta                       | 0,75          | 0,67          |
| Se                | direta                         |               | 1,74          |
| Ligações IV-IV    |                                |               |               |
| SiC 3C            | indireta                       |               | 2,36          |
| SiC 4H            | indireta                       |               | 3,28          |
| SiC 6H            | indireta                       |               | 3,03          |
| Ligações III-V    |                                |               |               |
| InP               | direta                         | 1,42          | 1,27          |
| InAs              | direta                         | 0,43          | 0,355         |
| InSb              | direta                         | 0,23          | 0,17          |
| InN               | direta                         |               | 0,7           |
| InxGa1-xN         | direta                         |               | 0,7–3,37      |
| GaN               | directa                        |               | 3,37          |
| GaP 3C            | indirecta                      |               | 2,26          |
| GaSb              | directa                        | 0,81          | 0,69          |
| GaAs              | directa                        | 1,52          | 1,42          |
| AlxGa1-xAs        | x<0,4 directa, x>0,4 indirecta |               | 1,42–2,16     |
| AlAs              | indirecta                      |               | 2,16          |
| AlSb              | indirecta                      | 1,65          | 1,58          |
| AlN               | directa                        |               | 6,2           |
| BN                |                                |               | 5,8           |
| Ligações II-VI    |                                |               |               |
| TiO2              |                                | 3,03          | 3,2           |
| ZnO               | directa                        | 3,436         | 3,37          |
| ZnS               |                                |               | 3,56          |
| ZnSe              | directa                        |               | 2,70          |
| CdS               |                                |               | 2,42          |
| CdSe              |                                |               | 1,74          |
| CdTe              |                                |               | 1,45          |